# Glacier Reedy
Le glacier Reedy est un glacier en Antarctique. Il se situe entre la chaîne de la Reine-Maud à l'ouest et la chaîne Horlick à l'est.